# Anne Cahen-Delhaye
Anne Cahen-Delhaye est une archéologue belge. Elle fut conservatrice en chef des Musées royaux d'Art et d'Histoire de Bruxelles (MRAH) de 2000 à 2010.

## Carrière
Anne Cahen-Delhaye est la fille de l'architecte belge Jean Delhaye, qui fut l'un des derniers collaborateurs de Victor Horta et le créateur du Musée Horta. Après des Humanités à l'Ecole Decroly, elle sort de l'université en 1968, où elle a suivi conjointement le cursus d'Histoire et d'Histoire de l'Art et Archéologie. Elle rêvait d'être archéologue et put concrétiser cela en commençant comme collaboratrice scientifique au Service national des Fouilles pour un mandat d'un an. Elle y restera finalement 19 ans, lors desquels elle aura l'occasion de diriger des fouilles de nécropoles à Hamipré et à Orp-le-Grand. Sa période de prédilection fut d'abord l'époque gallo-romaine, puis elle se spécialisa dans les âges des métaux.
Anne Cahen-Delhaye est également membre constituante de la Fédération des archéologues de Wallonie et de Bruxelles FAW&B.

## Publications

### Autrice
- Cahen-Delhaye Anne, « Les tombes à char de La Tène en Ardenne belge. Contribution à l'architecture et aux pratiques funéraires », Revue du Nord, 2013/5 (n° 403), p. 25-52. DOI : 10.3917/rdn.403.0025. URL : https://www.cairn.info/revue-du-nord-2013-5-page-25.htm
- Cahen-Delhaye Anne. Terres cuites hellénistiques de Smyrne influencées par la statuaire. Étude de quelques têtes féminines des Musées Royaux d'Art et d'Histoire de Bruxelles. In: L'antiquité classique, Tome 38, fasc. 2, 1969. pp. 389-407. DOI : https://doi.org/10.3406/antiq.1969.1554. www.persee.fr/doc/antiq_0770-2817_1969_num_38_2_1554
- Cahen-Delhaye Anne. Rites funéraires au sud de l'Ardenne belge. In: Revue archéologique de Picardie, n°1-2, 1998. Table ronde de Ribemont-sur-Ancre (Somme) les 4 et 5 décembre 1997: les rites de la mort chez les Celtes du Nord / Les sépultures à l'incinération laténiennes d'Allonne (Oise) sous la direction de Jean-Louis Brunaux, Germaine Leman-Delerive et Claudine Pommepuy. pp. 59-70. DOI : https://doi.org/10.3406/pica.1998.2269. www.persee.fr/doc/pica_0752-5656_1998_num_1_1_2269
- Les tombelles de la Tène I à Leglise en Ardenne 1, Inventaire / A. Cahen-Delhaye / avec une contribution de M.A. Delsaux / Bruxelles : Service national des fouilles , 1981
- Tombelles celtiques de la région de Bovigny / Anne Cahen-Delhaye ; fouilles J. Breuer dans trois groupes de sépultures en 1930 / Bruxelles : Nationale Dienst voor Opgravingen , 1970
- Nécropole de la Tène I à Hamipre, Offaing 1, Trois tombes à char / A. Cahen-Delhaye / Bruxelles : Service national des fouilles , 1974
- La Céramique de l'âge du fer au Tierceau à Orp-le-Grand : collection P. Doguet / Anne Cahen-Delhaye / Bruxelles : Centre national de recherches archéologiques en Belgique , 1974
- Tombelles de La Tene I à Leglise 1, Inventaire / avec une introd. de M.-A. Delsaux / Bruxelles : [s.n.] , 1981
- Fouilles dans les tombelles de la Tene en Ardenne (1970-1972) / A. Cahen-Delhaye / Bruxelles : Service national des fouilles , 1974
- La Fortification du Cheslé de Bérismenil / M. Meunier et A. Cahen-Delhaye / Bruxelles : Service national des fouilles , 1976
- Nécropole et site d'habitat de La Tène à Longlier-Massul : fouilles de A. Cahen-Delhaye, P. P. Bonenfant et Arsène Geubel / Bruxelles : Service national des fouilles , 1979
- Musées royaux d'art et d'histoire, Bruxelles [Texte imprimé] : Bruxelles : Europe / Anne Cahen-Delhaye, Marguerite Coppens, Godelieve De Coninck,...[et al.] / Bruxelles : Crédit Communal , 1989
- Nécropole de la Tène I à Hamipre, Offaing 2, Les tombes ordinaires / A. Cahen-Delhaye / Bruxelles : Service national des fouilles , 1976
- Contribution à l'étude de la céramique d'habitat de l'âge de fer en Hesbaye : analyse typologique du matériel du tierceau à Orp Le Grand / A. Cahen-Delhaye / Bruxelles : Service national des fouilles , 1973
- Tombelles celtiques de la région de Bovigny : fouilles J. Breuer dans trois groupes de sépulture en 1930 / A. Cahen-Delhaye / Bruxelles : Service national des fouilles , 1973
- Sondage dans un site d'habitat de l'âge du fer à Orp-le-Grand / A. Cahen-Delhaye / Bruxelles : Service national des fouilles , 1973
- Contribution à la chronologie des tombelles ardennaises, Belgique [Texte imprimé] / Anne Cahen-Delhaye / Bruxelles : Service national des fouilles , 1984
- Quelques découvertes récentes en Ardenne : âge du fer et époque carolingienne / Anne Cahen-Delhaye ; avec la collaboration de H. Gratia et D. Cahen / Bruxelles : Service national des fouilles , 1978
- Contribution à l'étude de la céramique d'habitat de l'âge du fer en Hesbaye : analyse typologique du matériel du "Tierceau" à Orp-le-Grand / A. Cahen-Delhaye / Bruxelles : Service national des Fouilles , 1974
- Contribution à l'étude de la céramique d'habitat de l'âge du fer en Hesbaye : Analyse typologique du matériel du "tierceau" à Orp-le-grand / Anne Cahen-Delhaye / Bruxelles : Nationale Dienst voor Opgravingen , 1974
- Quatre tombelles à bûcher de la Tène à Bobigny / A. Cahen-Delhaye / Bruxelles : Service national des fouilles , 1974
- Nécropole de la Tène I à Hamipré, Offaing / Anne Cahen-Delhaye / Bruxelles : Service national des Fouilles , 1974-1976
- Les tombelles de la Tène en Ardenne / A. Cahen-Delhaye / Bruxelles : Service national des fouilles , 1975
- Les Forteresses de l'Age du fer à Brisy et Alhoumont / Anne Cahen-Delhaye ; avec une contribution de A. Gautier / Bruxelles : Service national des fouilles , 1981
- Contribution à l'étude de la céramique d'habitat de l'âge du fer en Hesbaye : analyse typologique du matériel du Tierceau à Orp-le-Grand... / A. Cahen-Delhaye / Bruxelles : Service national des fouilles , 1974
- Deux tombelles de la Tène I à Assenois et Tournay / A. Cahen-Delhaye / Bruxelles : Service national des fouilles , 1974
- Le Cavalier aux géants anguipèdes et trois autres statues gallo-romaines de Tongres / Anne Cahen-Delhaye / Bruxelles : Service national des fouilles , 1979
- Tombelles de la Tène à Hamipré : Namoussart / A. Cahen-Delhaye et A. Geubel / Bruxelles : Service national des fouilles , 1976
- Tombelles celtiques de la région de Bovigny : . Fouilles J. Breuer dans trois groupes de sépultures en 1930.. / Bruxelles : Service national des fouilles , 1970
- Tombelles de la Tène I à Hamipre, La Hasse / rapport des fouilles de 1952 (J. Mertens) et de 1970 (A. Cahen-Delhaye) / Bruxelles : Service national des fouilles , 1974
- Nécropole de La Tène I à Hamipré, Offaing : II. Les tombes ordinaires / Anne Cahen-Delhaye / Bruxelles : Service national des fouilles , 1976
- Tombelles de La Tène I à Hamipré, La Hasse : rapport des fouilles de 1952 (J. Mertens) et de 1970 (A. Cahen-Delhaye) / Anne Cahen-Delhaye / Bruxelles : Service national des fouilles , 1974
- Tombelles de La Tène I à Hamipré, La Hasse : Rapport des fouilles de 1952 (J. Mertens) et de 1970 (A. Cahen-Delhaye) / Bruxelles : Nationale Dienst voor Opgravingen , 1974
- Nécropole de La Tène à Neufchâteau-le-Sart / Anne Cahen-Delhaye ; avec les contributions de Freddy Damblon, Patrick Semal et Michel Deliens ; et avec la collaboration du Centre de Recherches archéologiques en Ardenne, de Jozef Vynckier et Hubert Masurel ; luustration graphique Myriam Ansseau et Françoise Roloux / Bruxelles : Musées royaux d'Art et d'Histoire [diffusion/distribution] , 1997
- La céramique de l'âge du fer au Tierceau à Orp-le-Grand : collection P. Doguet / A. Cahen-Delhaye / Bruxelles : Centre national de recherches archéologiques en Belgique , 1974
- Saint-Mard [Texte imprimé] : fouilles dans le vicus romain de Vertunum (1961-1969) / J. Mertens et A. Cahen-Delhaye / Bruxelles : Service national des fouilles , 1970
- Un quartier artisanal de l'agglomération gallo-romaine de Saint-Mard, Virton / Anne Cahen-Delhaye ... [et al.] ; avec les contributions de Jean Bourgeois, Henri Gratia, Marie-Thérèse Raepsaet-Charlier, ... [et al.] / Namur : Ministère de la Région wallonne, Direction générale de l'aménagement du territoire et du logement, Division des monuments, sites et fouilles [diffusion/distribution] , 1994
- La nécropole de La Tène ancienne à Léglise-Gohimont en Ardenne belge / Anne Cahen-Delhaye & Véronique Hurt ; avec les contributions de Marie-Antoinette Delsaux, Michel Pourtois & Luc Maes ; illustration graphique Florence Zenner & Julie Cao-Van / Libramont : CRAA, Centre de recherche archéologiques en Ardenne , 2013
- Tombelles de la Tène I à Léglise Texte imprimé / Anne Cahen-Delhaye / Bruxelles Service national des fouilles 1981 - .
- Tombelles de la Tène I à Léglise Texte imprimé / avec une contribution de M.-A. Delsaux / Bruxelles Service national des fouilles 1981
- La Fortification du Cheslé de Bérismenil Texte imprimé / M. Meunier et A. Cahen-Delhaye / Bruxelles Service national des fouilles 1976
- Quatre tombelles à bûcher de La Tène à Bovigny Texte imprimé / Anne Cahen-Delhaye / Bruxelles Service des fouilles de l'Etat 1974
- Deux tombelles de La Tène I à Assenois et Tournay Texte imprimé / Anne Cahen-Delhaye / Bruxelles Service national des fouilles 1974
- Fouilles dans les tombelles de la Tène en Ardenne Texte imprimé / Anne Cahen-Delhaye / Bruxelles Service national des fouilles 1974
- Contribution à la chronologie des tombelles ardennaises, Belgique Texte imprimé / Anne Cahen-Delhaye / Bruxelles Service national des fouilles 1984
- Sondage dans un site d'habitat de l'âge du fer à Orp-le-Grand Texte imprimé / Anne Cahen-Delhaye / Bruxelles Service national des fouilles 1973
- Tombelles de la Tène à Hamipré , Namoussart / A. Cahen-Delhaye et A. Geubel Texte imprimé / Bruxelles Service national des fouilles 1976
- Saint-Mard , fouilles dans le vicus romain de Vertunum, 1961-1969.. Texte imprimé / Bruxelles Service national des fouilles 1970
- Tombelles de la Tène I à Hamipré, La Hasse Texte imprimé / Anne Cahen-Delhaye / Bruxelles Service national des fouilles 1974
- Les forteresses de l'Age du fer à Brisy et Alhoumont Texte imprimé ; avec une contribution de A. Gautier / Anne Cahen-Delhaye / Bruxelles Service national des fouilles 1981
- Nécropole et site d'habitat de La Tène à Longlier-Massul Texte imprimé / Bruxelles Service national des fouilles 1979
- Contribution à l'étude de la céramique d'habitat de l'âge du fer en Hesbaye Texte imprimé / A. Cahen-Delhaye / Bruxelles Service national des fouilles 1974
- Tombelles celtiques de la région de Bovigny . Fouilles J. Breuer dans trois groupes de sépultures en 1930.. Texte imprimé / Bruxelles Service national des fouilles 1970
- Quelques découvertes récentes en Ardenne Texte imprimé ; avec la collaboration de H. Gratia et D. Cahen / Anne Cahen-Delhaye / Bruxelles Service national des fouilles 1978
- Le Cavalier aux géants anguipèdes et trois autres statues gallo-romaines de Tongres Texte imprimé / Anne Cahen-Delhaye / Bruxelles Service national des fouilles 1979
- Cahen-Delhaye Anne. Terres cuites hellénistiques de Smyrne influencées par la statuaire. Étude de quelques têtes féminines des Musées Royaux d'Art et d'Histoire de Bruxelles. In: L'antiquité classique, Tome 38, fasc. 2, 1969. pp. 389-407.
- Cahen-Delhaye Anne. Rites funéraires au sud de l'Ardenne belge. In: Revue archéologique de Picardie, n°1-2, 1998. Table ronde de Ribemont-sur-Ancre (Somme) les 4 et 5 décembre 1997: les rites de la mort chez les Celtes du Nord / Les sépultures à l'incinération laténiennes d'Allonne (Oise) sous la direction de Jean-Louis Brunaux, Germaine Leman-Delerive et Claudine Pommepuy. pp. 59-70.

### Editrice scientifique
- L'archéologie en Wallonie 1980-1985 : découvertes des cercles archéologiques : Exposition, Namur [du 27 avril au 27 mai] 1987 -- / organisée par la Fédération des Archéologues de Wallonie -- ; éd. par Anne Cahen-Delhaye, Carine de Lichtervelde et Françoise Leuxe / [Bruxelles] : Fédération des Archéologues de Wallonie, [diff. : Carine de Lichtervelde, Bruxelles] , 1987
- Les Celtes en Belgique et dans le Nord de la France : les fortifications de l'Age du Fer : actes du sixième colloque [de l'] Association française d'étude de l'âge du fer, tenu à Bavay et Mons / ed. par A. Cahen-Delhaye, A. DUval, G. Leman-Delerive... [et al.] / Villeneuve d'Ascq : Revue du Nord , 1984
- Tombelles gallo-romaines à Hachy / coord et réd. finale A. Cahen-Delhaye / Bruxelles : Service national des fouilles , 1971
- Guide des sites préhistoriques et protohistoriques de Wallonie / édité par Camille Bellaire, Joe͏̈lle Moulin & Anne Cahen-Delhaye / Namur : TCT/ACS , 2001
- Des espaces aux esprits Texte imprimé / sous la direction de Anne Cahen-Delhaye et Guy De Mulder / Namur Institut du patrimoine wallon DL 2014
- Age du fer en Europe Texte imprimé ; edited by le secrétariat du congrès, président de la section 12, Anne Cahen-Delhaye / actes du XIVème congrès UISPP, Université de Liège, Belgique, 2-8 septembre 2001 / Oxford Archaeopress 2005

### Directrice de publication
- Actes du XIVème Congrès UISPP, Université de Liège, Belgique, 2-8 septembre 2001 Section 12, Âge du fer en Europe [Session 12], The iron age in Europe : sessions générales et posters = = Acts of the XIVth UISPP Congress, University of Liège, Belgium, 2-8 September 2001 : general sessions and posters / édité par le Secrétariat du congrès ; président de la Section 12, Anne Cahen-Delhaye / Oxford (England) : Archaeopress , 2005
- Des espaces aux esprits : l'organisation de la mort aux âges des métaux dans le nord-ouest de l'Europe : actes du colloque de la CAM et de la SBEC, tenu aux Moulins de Beez à Namur, les 24 et 25 février 2012 / sous la direction de Anne Cahen-Delhaye et Guy De Mulder / Namur : Institut du patrimoine wallon , DL 2014, 2014